# Carabina Rashid
La Rashid (o Rasheed) es una carabina semiautomática, derivada del fusil Hakim y empleada por el Ejército de Egipto. Solo se fabricaron unas 8.000 carabinas Rashid, por lo que es una carabina sumamente escasa. En 2014, una Rashid costaba aproximadamente entre 700 a 1.000 USD, según su condición.
La Rashid fue diseñada por el ingeniero sueco Erik Eklund, basándose en su anterior fusil Hakim (que disparaba el cartucho 7,92 x 57 Mauser), que a su vez era una versión ligeramente modificada del fusil sueco Ag m/42 (que disparaba el cartucho 6,5 x 55). 

## Diseño
La Rashid se parece a la carabina soviética SKS, especialmente por su bayoneta fija de hoja pivotante, que es idéntica a su contraparte soviética. La hoja de 305 mm de la bayoneta pivota desde un eje bajo el cañón, para guardarse en un entalle del guardamanos.
Esta carabina tiene un alza tangencial, con una posición "de batalla" para disparos a corta distancia, así como incrementos de 100 hasta 1.000 m, aunque la última distancia excede por mucho el alcance efectivo de 300 m del arma. 
Su mecanismo semiautomático es accionado por los gases del disparo, a través del sistema de empuje directo. El manual de entrenamiento del Ejército egipcio indica que el cargador debe ser llenado mediante peines. Sin embargo, los gases del disparo calentarán el cajón de mecanismos y este producirá quemaduras en los dedos al tocarlo.